# Fiona (cràter)
Fiona és un cràter d'impacte al planeta Venus de 3,5 km de diàmetre. Porta el nom d'un antropònim celta que va ser aprovat per la Unió Astronòmica Internacional el 2003.